# كريكيون مبتور
كريكيون مبتور (الاسم العلمي:Corycium excisum) هو نوع من النباتات يتبع جنس الكريكيون من الفصيلة السحلبية.